# Alwin Albert Hafner
Alwin Albert Hafner MSF (* 11. September 1930 in Balsthal, Kanton Solothurn; † 8. Januar 2016 in Ruswil, Kanton Luzern) war Bischof von Morombe, Madagaskar.

## Leben
Alwin Albert Hafner trat der Ordensgemeinschaft der Missionare von der Heiligen Familie bei und empfing am 28. Juni 1957 die Priesterweihe.
Papst Johannes Paul II. ernannte ihn am 15. Mai 1989 zum Bischof von Morombe. Der Erzbischof von Antananarivo, Victor Kardinal Razafimahatratra SJ, weihte ihn am 22. April des nächsten Jahres zum Bischof; Mitkonsekratoren waren Gilbert Ramanantoanina SJ, Erzbischof von Fianarantsoa, und Bernard Charles Ratsimamotoana MS, Bischof von Morondava. 
Am 15. Juli 2000 nahm Johannes Paul II. seinen vorzeitigen Rücktritt aus gesundheitlichen Gründen an. Er kehrte 2001 in die Schweiz zurück und lebte seit 2005 im Alterswohnzentrum Schlossmatte Ruswil, wo er nach langer Krankheit starb.